# Autostrada A4 (Rumänien)
Die Autostrada A4 (rumänisch für ,Autobahn A4‘) ist eine Autobahn in Rumänien, die größtenteils in Bau und Planung ist. Ihre Gesamtlänge in fertigem Zustand soll ungefähr 60 km betragen. Sie beginnt in Ovidiu und führt über Constanța zur bulgarischen Grenze bei Vama Veche. Die A4, die auf ihrer gesamten Länge vierspurig befahrbar sein wird, soll den Verkehr in der Stadt Constanța entlasten. Der Halbring um Constanța, der 23 km lang sein wird, soll frühestens 2011 befahrbar sein.
Am 29. Juli 2011 wurde das 7 km lange Teilstück zwischen der Anschlussstelle DN39 / Lazu und dem Autobahnkreuz mit der Autostrada A2 für den Verkehr freigegeben.
Am 19. Juli 2012 wurde das 10 km lange Teilstück zwischen der Anschlussstelle Ovidiu und Constanța-West eröffnet.
Nach der Fertigstellung wird die Autobahn ein Teil des Astes B des paneuropäischen Verkehrskorridors IV, der bis zur bulgarischen Stadt Warna verlängert wird.